# Phalangopsina dubia
Phalangopsina dubia är en insektsart som först beskrevs av Bolívar, I. 1900.  Phalangopsina dubia ingår i släktet Phalangopsina och familjen syrsor. Inga underarter finns listade i Catalogue of Life.